# Herminio Álvarez (escultor)
Herminio Álvarez (n. La Caridad, Asturias; 1945) es un escultor español.
En el mundo de las artes se le conoce simplemente como “Herminio”. Su dedicación a la escultura es tardía. Comenzó su formación artística en el Taller Experimental de Arte de Humberto García del Villar.
Como artista sus preocupaciones más importantes han sido: el equilibrio, el movimiento perpetuo, el electromagnetismo ….
Para sus obras utiliza diversos  materiales: madera, metal, hilos, cristal... los cuales trabaja incidiendo en los temas que le preocupan como son la reflexión sobre lo invisible, la tensión, lo inestable.
Tiene obra de naturaleza monumental y otras de carácter íntimo. Las de gran formato, se hacen dueñas  del espacio que les rodea y captan la atención del observador. En cambio,  las obras íntimas, realizadas con  alambre, hilo, materiales que podríamos calificar de “delicados”, son mostradas bajo la protección de urnas de cristal..

## Obra Artística
A lo largo de su carrera ha realizado muchas exposiciones tanto individuales (en Asturias en la mayoría de los años, aunque también ha expuesto en Cantabria (Galería José Cataluña, Santander, 1995 y 1997); Galicia (Liceo, Betanzos, La Coruña, 1996); Logroño (Museo de La Rioja, Logroño, 1998); Madrid (Galería Caracol, 2003; Exposición, Calle Castelló, Madrid (coincidente con ARCO 10) y Galería Cayón ambas en el 2010); Andalucía (Pedro Peña Art Gallery, Marbella, Málaga, 2004; Galería Toro, Granada, 2006); e incluso en Japón (Galería Sudoh Museum, Tokio, 2006),Centro Cultural Oscar Niemeyer  Áviles, Asturias)  2012;  como colectivas, entre las que destacan, entre otras muchas,  las realizadas con el grupo “PANTA-REI”, del que es miembro fundador.
También ha llevado a cabo escultura urbana pudiendo destacar entre sus obras públicas:
- Sin título, de la serie 'Equilibrio inestable, 2001, Parque del Rinconín, Gijón.
- Sin título, 2001, Auditorio Príncipe Felipe, Oviedo.
- Rotura en el espacio, 2006, Vegadeo, Asturias.

También se encuentran obras de este autor en  Museos y otras Instituciones , como  el Museo de La Rioja (Logroño), Colección Dobe (Nueva York), Museo de Bellas Artes de Asturias (Oviedo), y Fundación Príncipe de Asturias (Oviedo).

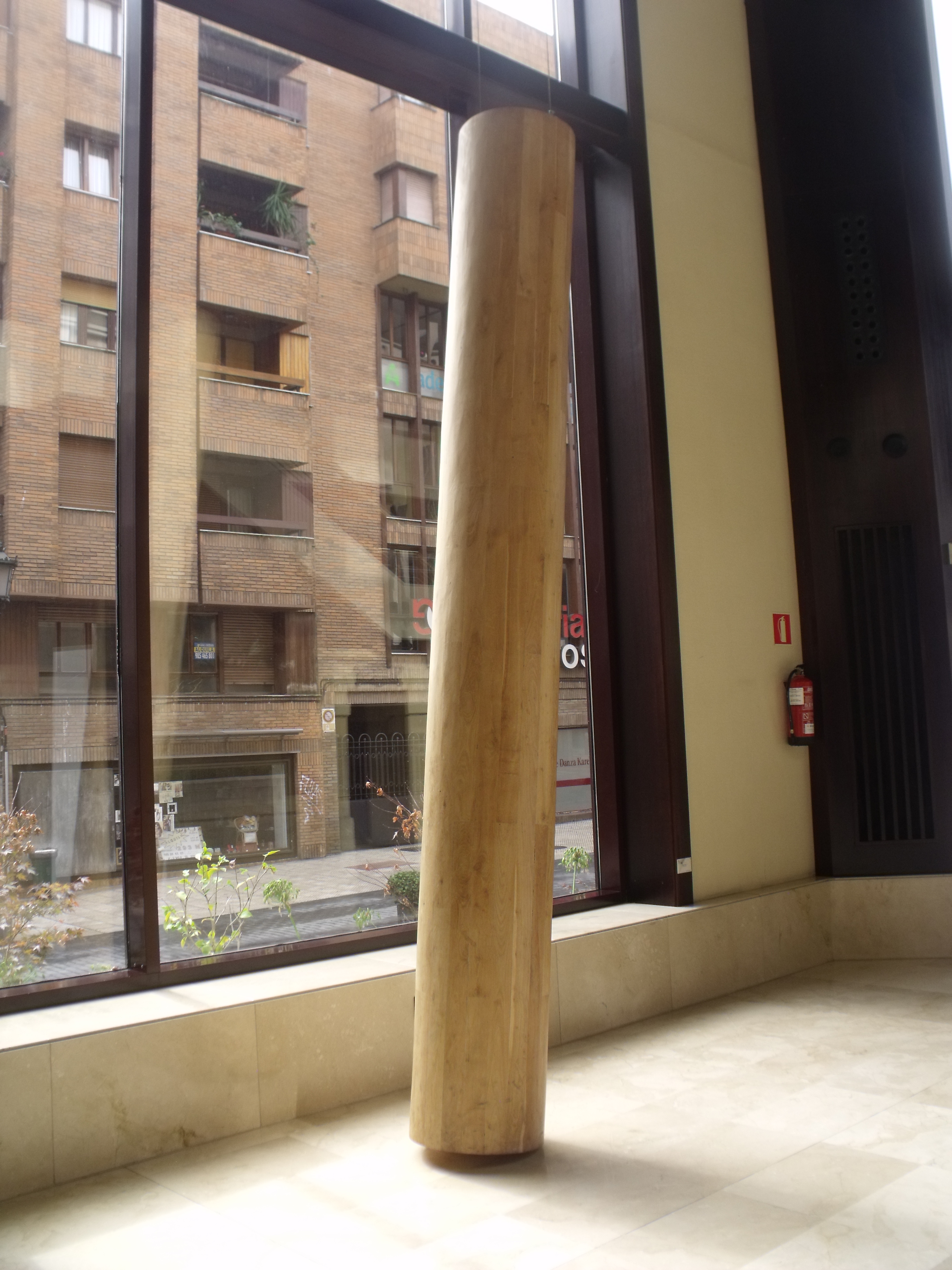
Sin título, en Oviedo.
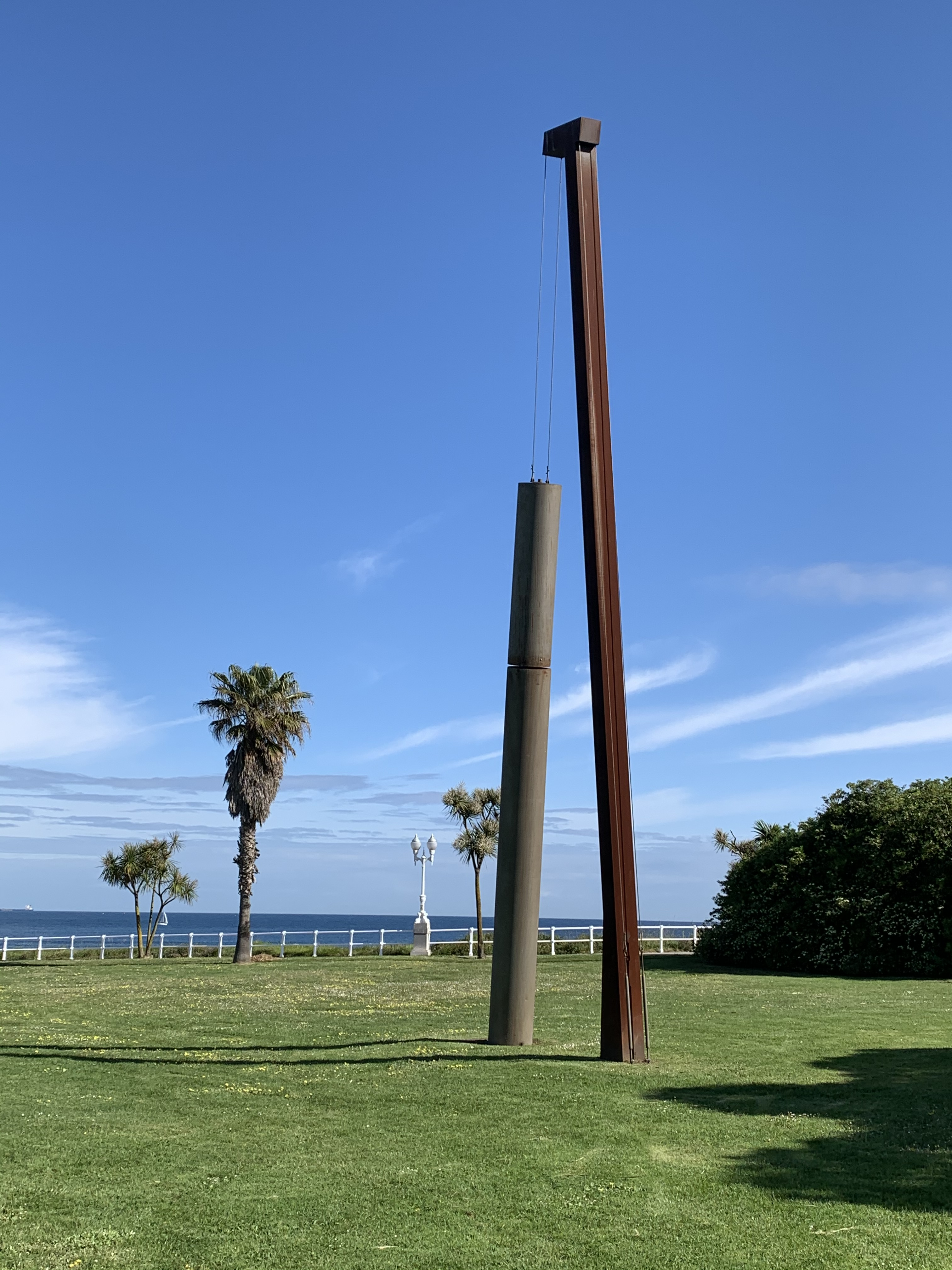
Sin título, en Gijón.